# جان چیس (ورزشکار)
جان چیس (انگلیسی: John Chase; ۱۲ ژوئن ۱۹۰۶ – ۱ آوریل ۱۹۹۴) بازیکن هاکی روی یخ، و بازیکن بیسبال اهل ایالات متحده آمریکا بود.